# Perry (Michigan)
Perry è un comune degli Stati Uniti d'America, situato nello Stato del Michigan, nella contea di Shiawassee.